# Hidalgo del Parral
Hidalgo del Parral (röviden Parral) város Mexikó Chihuahua államának déli részén, lakossága 2010-ben megközelítette a 105 000 főt.

## Földrajz

### Fekvése
A település Chihuahua állam déli részén, a Nyugati-Sierra Madre hegyei között fekszik a Parral folyó völgyében körülbelül 1700–1800 méteres tengerszint feletti magasságok között. A városközpont a folyóvölgyben van, a külső városrészek a hegyoldalakra épültek. A környéken több száz méter relatív magasságú csúcsok emelkednek, a felszín legnagyobb részét rétek, legelők borítják.

### Éghajlat
A város éghajlata szélsőséges: nappal forró, a téli éjjeleken viszont kemény fagyok is előfordulnak, a csapadék viszonylag kevés. Minden hónapban mértek már legalább 32 °C-os hőséget, a rekord elérte a 42 °C-ot is. Az átlagos hőmérsékletek a januári 9,9 és a júniusi 24,9 fok között váltakoznak. Az évi átlagosan 480 mm csapadék időbeli eloszlása nagyon egyenetlen: a júniustól szeptemberig tartó 4 hónapos időszak alatt hull az éves mennyiség több mint 80%-a.
| Hónap                                   | Jan.  | Feb.  | Már.  | Ápr. | Máj. | Jún. | Júl. | Aug. | Szep. | Okt. | Nov. | Dec.  | Év    |
| --------------------------------------- | ----- | ----- | ----- | ---- | ---- | ---- | ---- | ---- | ----- | ---- | ---- | ----- | ----- |
| Rekord max. hőmérséklet (°C)            | 32,0  | 34,0  | 35,0  | 39,0 | 39,0 | 41,0 | 42,0 | 41,0 | 39,0  | 34,0 | 34,0 | 33,0  | 42,0  |
| Átlagos max. hőmérséklet (°C)           | 18,4  | 20,6  | 24,2  | 27,7 | 31,1 | 32,9 | 30,5 | 29,2 | 27,8  | 25,9 | 22,5 | 19,2  | 25,9  |
| Átlaghőmérséklet (°C)                   | 9,9   | 11,9  | 15,2  | 18,2 | 22,4 | 24,9 | 23,5 | 22,4 | 20,9  | 17,8 | 13,8 | 10,7  | 17,7  |
| Átlagos min. hőmérséklet (°C)           | 1,5   | 3,2   | 6,2   | 9,8  | 13,6 | 16,9 | 16,5 | 15,7 | 14,0  | 9,8  | 5,1  | 2,1   | 9,6   |
| Rekord min. hőmérséklet (°C)            | −15,0 | −22,0 | −16,0 | −2,0 | 3,0  | 9,0  | 7,0  | 7,0  | 2,0   | −4,0 | −8,0 | −10,2 | −22,0 |
| Átl. csapadékmennyiség (mm)             | 8     | 6     | 2     | 8    | 16   | 57   | 121  | 117  | 107   | 25   | 8    | 6     | 480   |
| Forrás: Servicio Meteorológico Nacional |       |       |       |      |      |      |      |      |       |      |      |       |       |

## Közlekedés
A településen áthalad az ország egyik legjelentősebb útja, a 45-ös főút, és érinti a 24-es út is, ami kelet felé Nuevo Palomasszal, nyugat felé Sinaloa állammal köti össze.
Hidalgo del Parral már a 19. század végén bekapcsolódott az országos vasúthálózatba. 1908-ban egy két vonalból álló villamoshálózat is megkezdte működését a városban, ám néhány hónap múlva műszaki hiba miatt a rendszer leállt és nem is indították újra. A fémkábeleket is beolvasztották és pénzt vertek belőle.

## Népesség
A település népessége a közelmúltban folyamatosan növekedett:
| Év   | Lakosság |
| ---- | -------- |
| 1990 | 88 197   |
| 1995 | 96 267   |
| 2000 | 98 876   |
| 2005 | 101 147  |
| 2010 | 104 836  |

## Története
A város mai helye, az eredetileg a Santa Bárbara nevű tartományhoz tartozó terület volt az, ahol a spanyol hódítók először a mai Chihuahua állam területére léptek. Amikor felfedezték, hogy a környék ásványkincsekben (főként ezüstben) gazdag, 1629-ben egy alcaldía mayor közigazgatási egységet hoztak létre itt, 1631-ben alakult meg San José del Parral település. 1640-ben IV. Fülöp spanyol király Az Ezüst Világfővárosa (Capital del Mundo de la Plata) címet adományozta a bányatelepnek. Egy évvel később már temploma is volt, erről egy esküvői jegyzőkönyvből értesülhetünk. Hamarosan egyre több letelepülő érkezett a településre, amely központul szolgált a környező területekre irányuló hittérítő missziók és katonai portyázások számára is. 1686-ban itt alakult meg a mai állam területének első közép- vagy főiskolája, a Colegio de Nuestra Señora del Rosario.
A település 1825-ben kapott villa rangot, 1833-ban pedig ciudad lett, neve pedig Hidalgóra változott Miguel Hidalgo y Costilla függetlenségi hős emlékére. Miután létrejött Parral község, 1826-ban partidóvá, 1847-ben pedig Hidalgo nevű cantónná (kantonná) alakult és átvette az államirányítás intézményeit.
1856. július 21-én érkezett meg a városba az első nyomda, 5 nappal később pedig már meg is jelent az első helyi újság, az Observador Demócrata.
1864. december 2. és 5. között Benito Juárez ide tette át kormányának székhelyét, így ezekben a napokban az ország fővárosának volt tekinthető. 1865. augusztus 8-án a köztársaságpártiak sikeresen kiverték a francia megszállókat a településről. 1867 júniusában jött létre a Parralt Chihuahua városával összekötő postavonal, 1876-ban pedig megalapították a ma is működő Franklin könyvtárat. Egy évvel később már nem csak postai, hanem távírókapcsolat is létrejött Chihuahuával, 1884. szeptember 16-án pedig elindult a helyi telefonszolgáltatás. 1887-ben újabb távíróvonalat létesítettek, ezúttal a sonorai Badiraguatóval kapcsolták össze a várost, 1898. szeptember 29-én pedig megérkezett Parralba az első vasúti szerelvény.
A forradalom előtt 1909. július 16-án alakult meg a helyi antireelekcionista klub. 1912. március 12-én Pancho Villa csapatai vették be a várost, 1916. április 12-én pedig a helyiek Villát éltető felkiáltásokkal fellázadtak és kiűzték az USA „büntető expedíció” céljából érkező katonáit. 1923. július 20-án a város határában Jesús Salas Barraza csapdát állított és meggyilkolta a hű társával, Miguel Trillóval oda érkező Pancho Villát.
A következő évtizedekben a város tovább fejlődött. 1928-ban szállt le itt az első repülőgép, a következő évben pedig elindult a légi utasszállítás is. 1944-ben áradás sújtotta a települést, 1951-ben felavatták a Parral nevű víztározót.

## Turizmus, látnivalók
A városban több régi műemlék épület is található. 1673-ban Simaud Santos portugál építész tervei alapján kezdték építeni a Szent József-templomot, a többnyire bányászok, mulatt és néger emberek által alkotott Cofradía de la Limpia y Pura Concepción nevű társaság pedig 1682. február 4-én kezdte építeni a San Juan de Dios-templomot. Szintén 17. századi a Virgen del Rayo-templom, a Szent Tamás-kápolna és a községi palota is (1684-ben kezdték építeni), a 18. század elejéről származik a Szent Miklós-templom. 1682-ben épült a mai 99-es iskola, amely eredetileg szegény bányászok számára épült kórháznak. A 20. század elején épült a Griessen-ház, ahol ma a községet irányító testület működik, és ugyanebből a korból származik a Villa de Grado nevű ház és az 1903-as Alvarado-palota is.
Számos szobor és emlékmű is áll a településen: a Guillermo Baca téren Benito Juárezé és az illúziókereső emberé, másutt Miguel Hidalgo és José María Morelos függetlenségi hősöké, a főtéren a város alapítójáé, Juan Rangel de Biezmáé, de szenteltek szobrot az anyáknak, a bányászoknak és természetesen az itt meghalt legendás forradalmárnak, Pancho Villának is.
Villának emlékmúzeumba is működik a városban, egy másik épületben pedig a helyi baseballcsapat trófeáit tekinthetjük meg.